# Memorial de Gestas Aeronáuticas
El  Memorial de Gestas Aeronáuticas, o Museo de la Aviación, es un proyecto de museo que se ubicaría en La Felguera, en el concejo asturiano de Langreo (España).
El futuro complejo, presentado en 2011, se alojaría en una antigua nave de Metalsa, perteneciente a Arcelor-Mittal hasta ser cedida al ayuntamiento de Langreo. El futuro museo se encuentra en los terrenos de la antigua Fábrica de La Felguera y junto al Museo de la Siderurgia de Asturias. La idea partió del Círculo Aeronáutico Jesús Fernández Duro y ocupará unos 1.500 metros cuadrados en total. Entre otros, el equipamiento relatará las gestas de los locales Jesús Fernández Duro y Gloria Cuesta. 
Debido a la crisis económica, el proyecto se encuentra paralizado.